# Acrolito Ludovisi

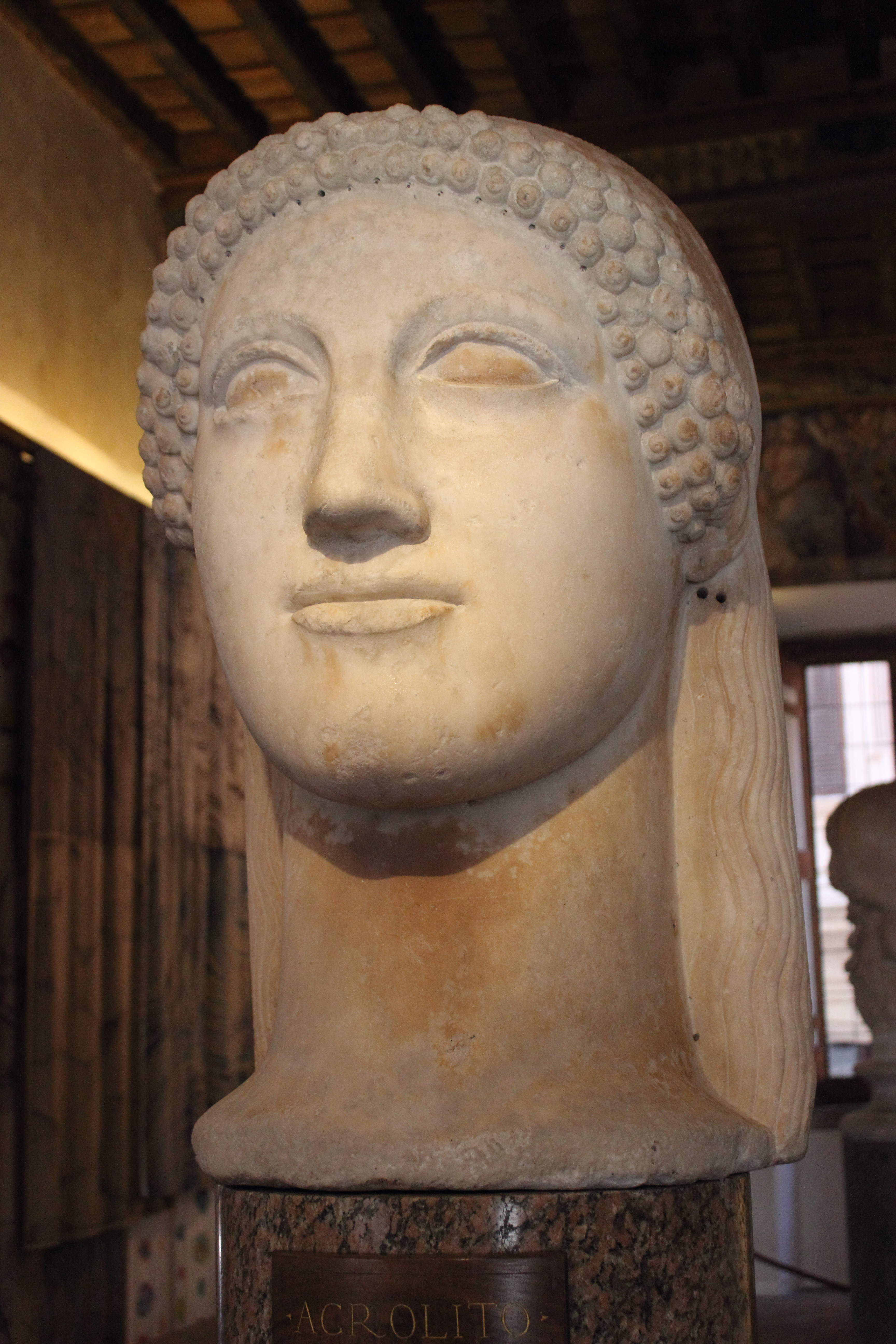
L'Acrolito Ludovisi a palazzo Altemps

L'Acrolito Ludovisi (o Afrodite Ludovisi) è una testa femminile colossale in marmo insulare,  con l'altezza della testa di 83 cm, del V secolo a.C., esposta a palazzo Altemps (una delle sedi del Museo Nazionale Romano) a Roma. La testa apparteneva a un acrolito ed è interpretata come una raffigurazione della dea Afrodite, o, più recentemente, in particolare di Venere Ericina.

## Storia
Fu rinvenuta nei pressi del Tempio di Venere Ericina al Quirinale. La grande testa femminile potrebbe rappresentare quello che rimane della grande statua di culto, alta circa tre metri. Si ritiene fosse opera originale della Magna Grecia (databile forse attorno al 480 a.C.) prelevata, insieme al Trono Ludovisi, dal Tempio ionico di Afrodite di Locri Epizefiri, in Calabria e collocata nel santuario appositamente costruito a Roma come nuova casa per la divinità. Alcuni studiosi, tra cui l'archeologa Margherita Guarducci, hanno messo in rilievo le notevoli analogie e somiglianze tra l'Acrolito e alcune teste di Afrodite effigiate sui famosi pìnakes locresi.
Secondo un'altra ipotesi la provenienza sarebbe il santuario della dea di Erice.
Ritrovato nel 1733 negli Horti romani, dal 1773 fece parte della collezione Ludovisi, fino al 1901 quando fu ceduta allo Stato, ed esposta al Museo Nazionale Romano.